# 바인펠덴
바인펠덴(독일어: Weinfelden)은 스위스 투르가우주의 지자체이다. 바인펠덴은 바인펠덴구의 수도이다.
바인펠덴은 로마 시대에 Quivelda (Winis Feld)로 알려진 구시가지이다.
바인펠덴은 현재 스위스 리그에서 뛰고 있는 하키팀인 HC 투르가우로 주로 스위스 전역에 알려져 있다.

## 역사

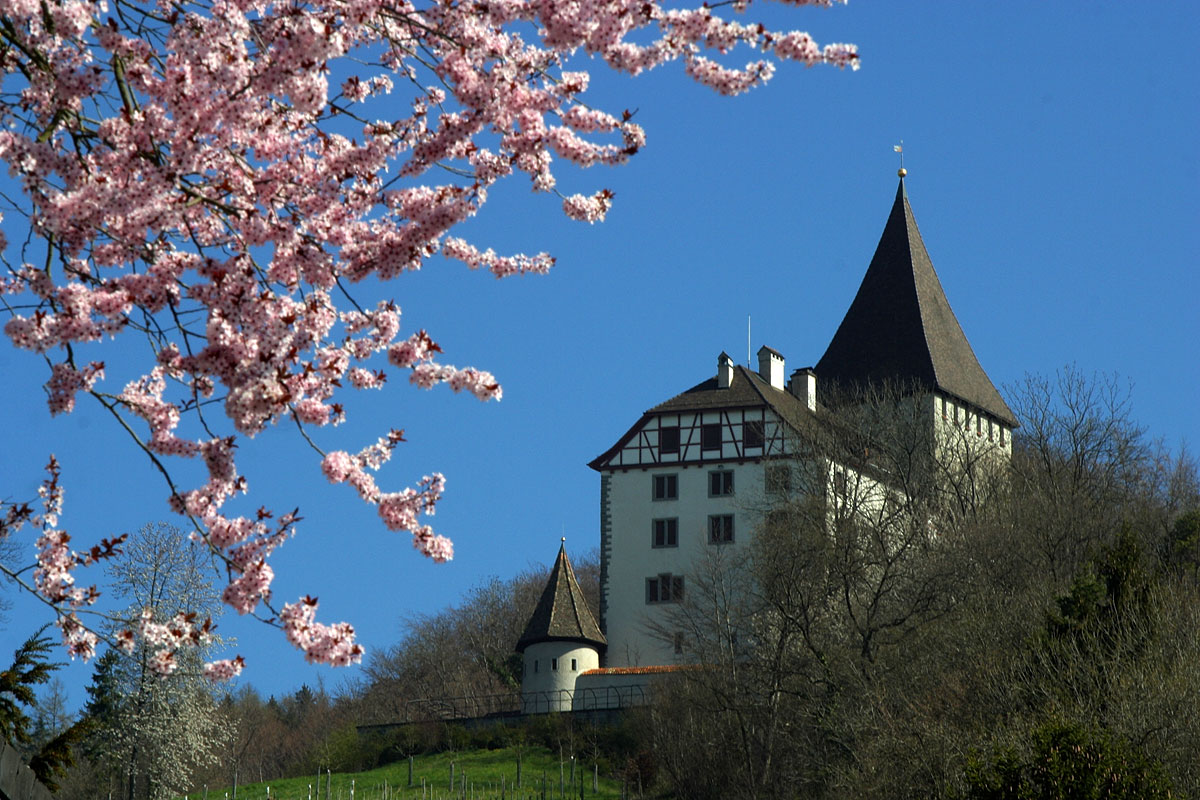
사유지가 된 바인펠덴성

서기 124년에 이미 바인펠덴의 투르 위에 로마 다리가 있었다. Weinfelden이라는 이름은 838년 문서에 처음 등장한다.
바인펠덴은 투르가우주의 가장 큰 도시였다. 1798년, 파울 라인하르트와 그의 위원회는 아이드겐노센의 지배로부터 이 지역을 자유로이 이끌었다. 1803년 투르가우는 프라우엔펠트를 수도로 하는 나폴레옹의 중재를 통해 독립 주가 되었다.
1830년에 토마스 보른하우저는 바인펠덴의 많은 군중들에게 주의 자유 헌법을 요구하면서 연설했다. 그것은 첫 번째(첫 번째가 아닌 경우) 그러한 문서 중 하나이다.
파울 라인하르트와 토마스 보른하우저의 초상화가 시청사에 걸려 있다.
바인펠덴은 주의 중앙에 있기 때문에 투르가우주 은행과 마찬가지로 주 행정의 일부가 도시에 있다. 주 대평의회는 겨울 동안 바인펠덴에서 만난다.

## 지리
바인펠덴의 면적은 2009년 현재 15.5k㎡이다. 이 면적 중 7.98k㎡ (51.5%)가 농업 목적으로 사용되는 반면 3.48k㎡ (22.5%)는 산림으로 사용된다. 나머지 토지 중 3.9k㎡ (25.2%)가 정착(건물 또는 도로), 0.18k㎡ (1.2%)가 강이나 호수이다.
건축면적 중 공업용 건물이 전체 면적의 11.6%, 주택과 건물이 3.9%, 교통 기반 시설이 2.8%를 차지했다. 전력 및 수자원 기반 시설과 기타 특별 개발 지역은 면적의 1.4%를 구성하고 공원, 녹지대 및 스포츠 경기장은 5.5%를 구성한다. 숲이 우거진 토지 중 전체 면적의 20.1%는 숲이 우거져 있고, 2.4%는 과수원이나 작은 나무 군락으로 덮여 있다. 농경지 중 43.3%는 작물 재배에 사용되며 8.2%는 과수원이나 포도나무 작물에 사용된다. 시정촌의 모든 물은 흐르는 물이다.

## 인구통계
2020년 12월 기준, 바인펠덴의 인구는 11,629명이다. 2008년 기준으로 인구의 19.9%가 외국인이다. 지난 10년(1997-2007) 동안 인구는 6.5%의 비율로 변화했다. 2000년 기준, 대부분의 인구는 독일어(86.7%)를 사용하며, 이탈리아어가 두 번째로 많이 사용(3.2%)되고, 알바니아어가 세 번째(2.4%)로 사용된다.
2008년 기준으로 인구의 성별 분포는 남성 49.9%, 여성 50.1%이다. 인구는 3,903명의 스위스 남성(인구의 39.0%)과 1,086(10.9%)의 비스위스계 남성으로 구성되었다. 스위스 여성은 4,116명(41.1%), 비스위스계 여성은 901명(9.0%)이었다.
2008년에는 스위스 시민의 경우 65명, 비스위스계 시민의 경우 24명이 출생했으며 같은 기간에 스위스 시민이 사망한 경우는 96명이었다. 이민과 이주를 무시하면 스위스 시민의 인구는 31명 감소했고, 외국인 인구는 24명 증가했다. 스위스에서 다른 국가로 이주한 스위스 남성은 5명, 스위스에서 다른 국가로 이주한 스위스 여성은 9명, 스위스인이 아닌 남성은 75명이었다. 스위스에서 다른 나라로 이주한 38명의 비스위스계 여성과 스위스에서 다른 나라로 이주한 여성. 2008년 전체 스위스 인구 변화(모든 출처에서)는 24명이 증가했고, 비스위스계 인구 변화는 82명이 증가했다. 이는 1.1%의 인구 증가율을 나타낸다.
2009년 현재 바인펠덴의 연령 분포는 다음과 같다. 927명(인구의 9.1%)이 0~9세이고, 1,130명(11.1%)이 10~19세이다. 성인 인구 중 1,549명(인구의 15.3%)이 20~29세이다. 1,347명(13.3%)이 30~39세, 1,464명(14.4%)이 40~49세, 1,304명(12.9%)이 50~59세이다. 고령자 분포는 1,008명(인구의 9.960%)이 69세는 70~79세가 823명(8.1%), 80~89세가 508명(5.0%), 90세 이상이 81명(0.8%)이다.
2000년 기준으로 시정촌의 민간가구는 4,116세대로 가구당 평균 2.2명이다. 2000년에는 총 1,396세대의 주거용 건물 중 939채(전체의 67.3%)가 단독주택이었다. 2세대(9.6%)가 134채, 3세대(4.5%)가 63채, 다가구(18.6%)가 260채였다. 자녀가 없는 부부는 2,423명(25.6%), 자녀가 있는 부부는 4,489명(47.5%)이었다. 한부모 가정에 거주하는 사람은 465명(4.9%)이었으며, 한부모 또는 양부모와 함께 사는 성인 자녀가 44명, 친척으로 구성된 가구에 거주하는 사람이 29명, 한 가구에 거주하는 사람이 100명이었다. 혈연이 아닌 사람들로 구성되어 있으며 362명은 시설에 수용되거나 다른 유형의 공동 주택에 거주하고 있다.
2008년 시정촌 공실률은 1.51%였다. 2007년 기준 신규주택 건설률은 인구 1000명당 2.6세대이다. 2000년에는 4,527채의 아파트가 시정촌에 있었다. 가장 흔한 아파트 크기는 4룸 아파트로 1,416세대였다. 194개 1인실 아파트와 545개 방 6개 이상 아파트가 있었다. 2000년 현재 바인펠덴의 평균 아파트 임대료는 938.69 스위스 프랑(CHF)이었다. 월(US$750, £420, €600, 2000년 환율). 원룸 아파트의 평균 가격은 485.07 CHF(US$390, £220, €310)였고, 투룸 아파트는 약 715.31 CHF(US$570, £320, €460), 838.46 CHF(US$670, £380, €540) 및 6개 이상의 방 아파트 비용은 평균 1456.25 CHF(US$1160, £660, €930)이다. 바인펠덴의 평균 아파트 가격은 전국 평균 1116CHF의 84.1%였다.
2007년 연방 선거에서 가장 인기 있는 정당은 34.16%의 득표율을 기록한 SVP였다. 다음으로 가장 인기 있는 3개 정당은 FDP (18.78%), CVP (16.11%), SP (10.75%)였다. 이번 연방 선거에서는 총 3,415표가 투표율 51.0%를 기록했다.
역사적 인구는 다음 표에 나와 있다.
| 년도 | 인구  |
| ---- | ----- |
| 1950 | 6,085 |
| 1960 | 7,213 |
| 1980 | 9,007 |
| 1990 | 9,299 |
| 2000 | 9,456 |

## 국가중요문화재
Gasthaus Zum Trauben, 와인프레스가 있는 바흐토벨성, 시청 (시 의회 건물), 개혁 교회는 국가적으로 중요한 스위스 유산으로 등재되어 있다. 바인펠덴 마을과 오텐베르크 쥐트항 지역은 모두 스위스 유산 목록의 일부이다.

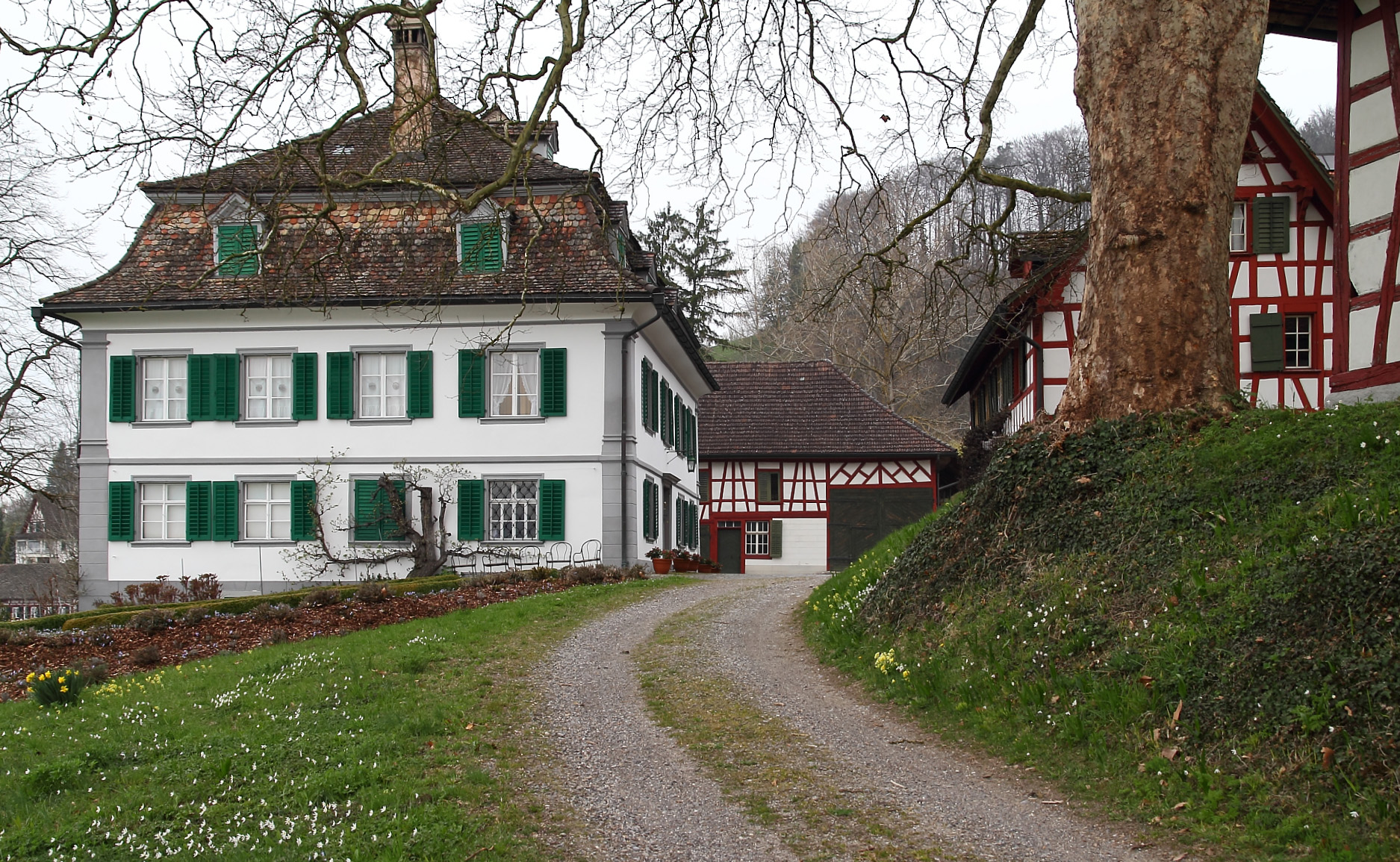
바흐토벨성
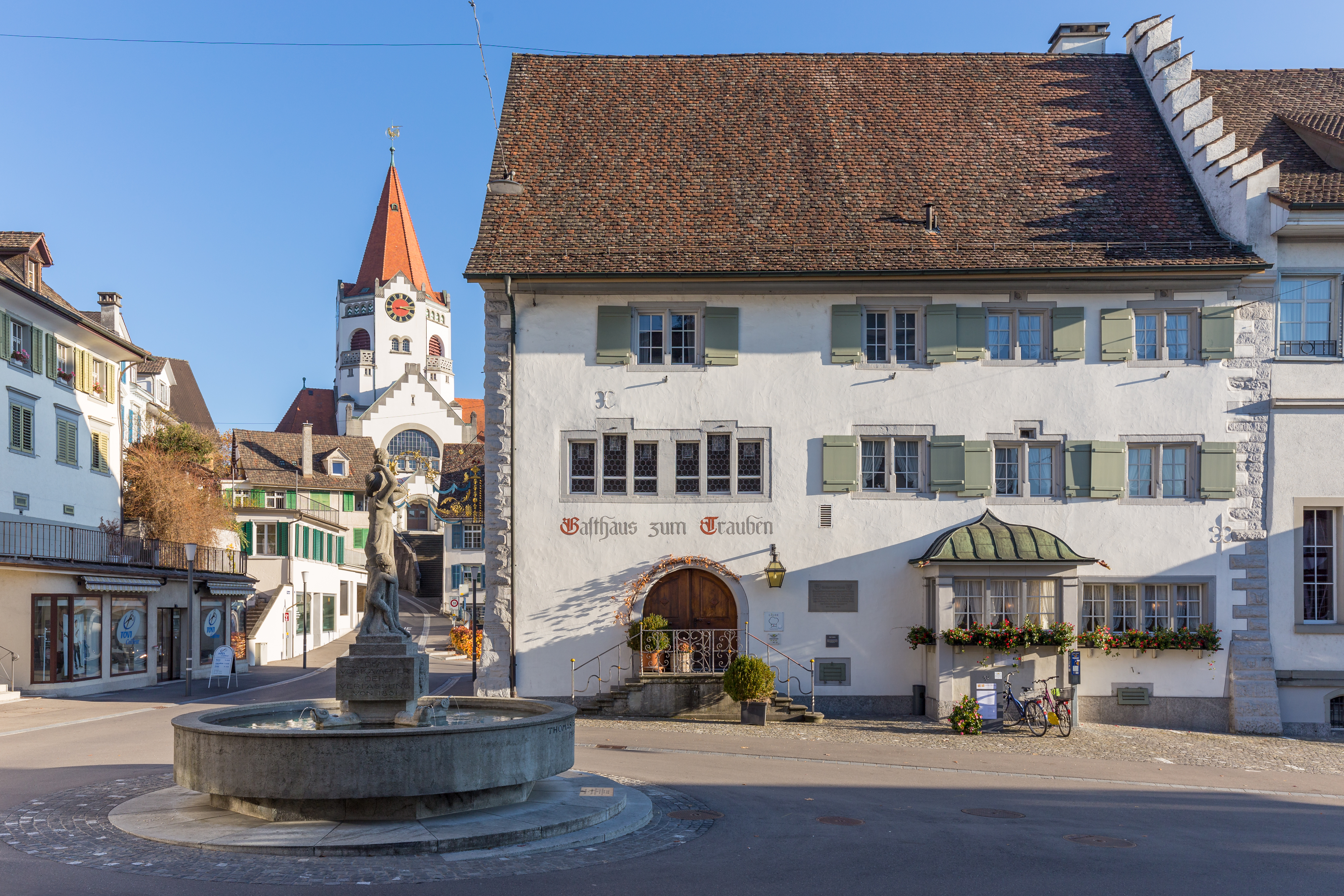
"Gasthaus zum Trauben"와 개혁교회
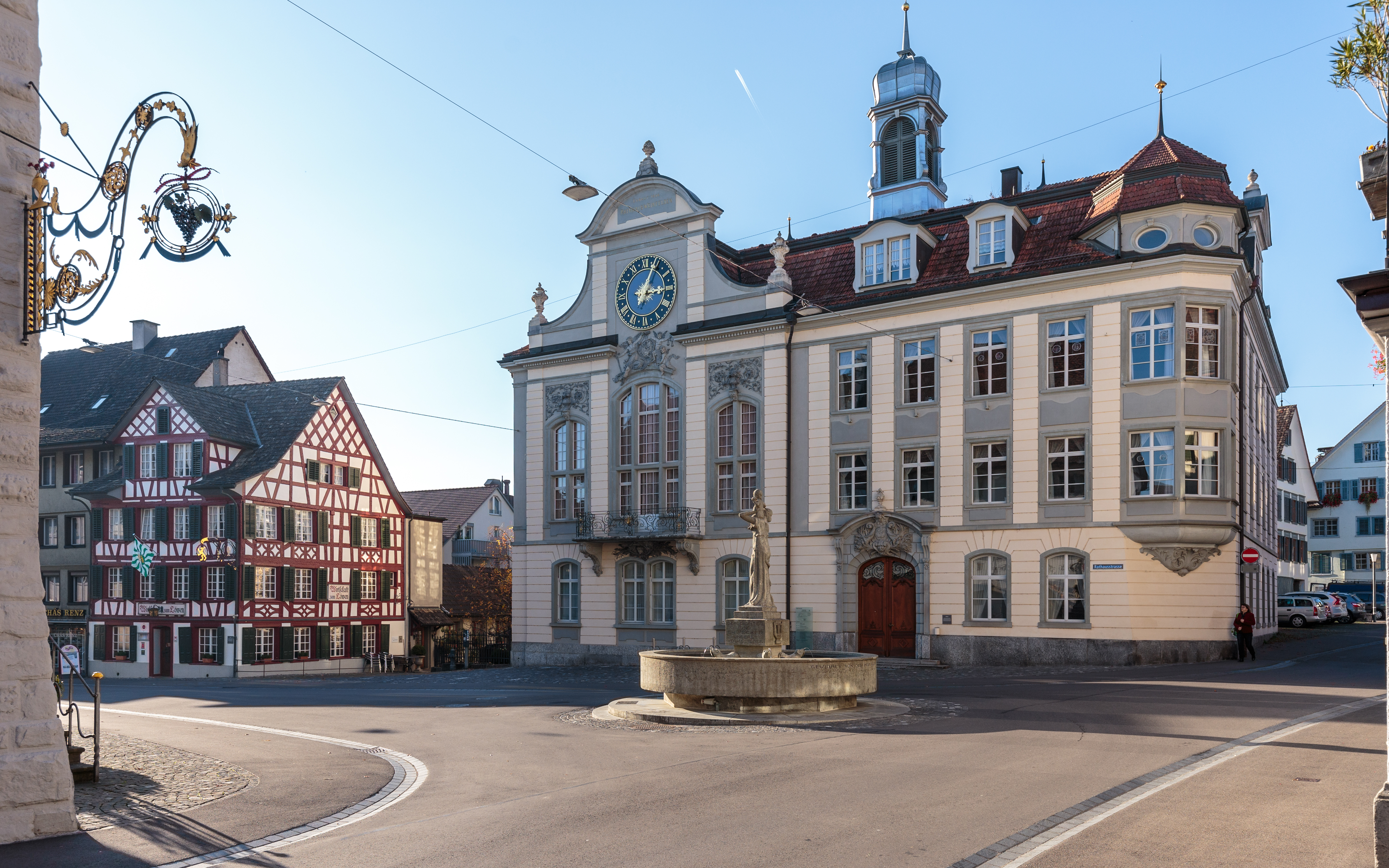
"청사"와 "비르트샤프트"
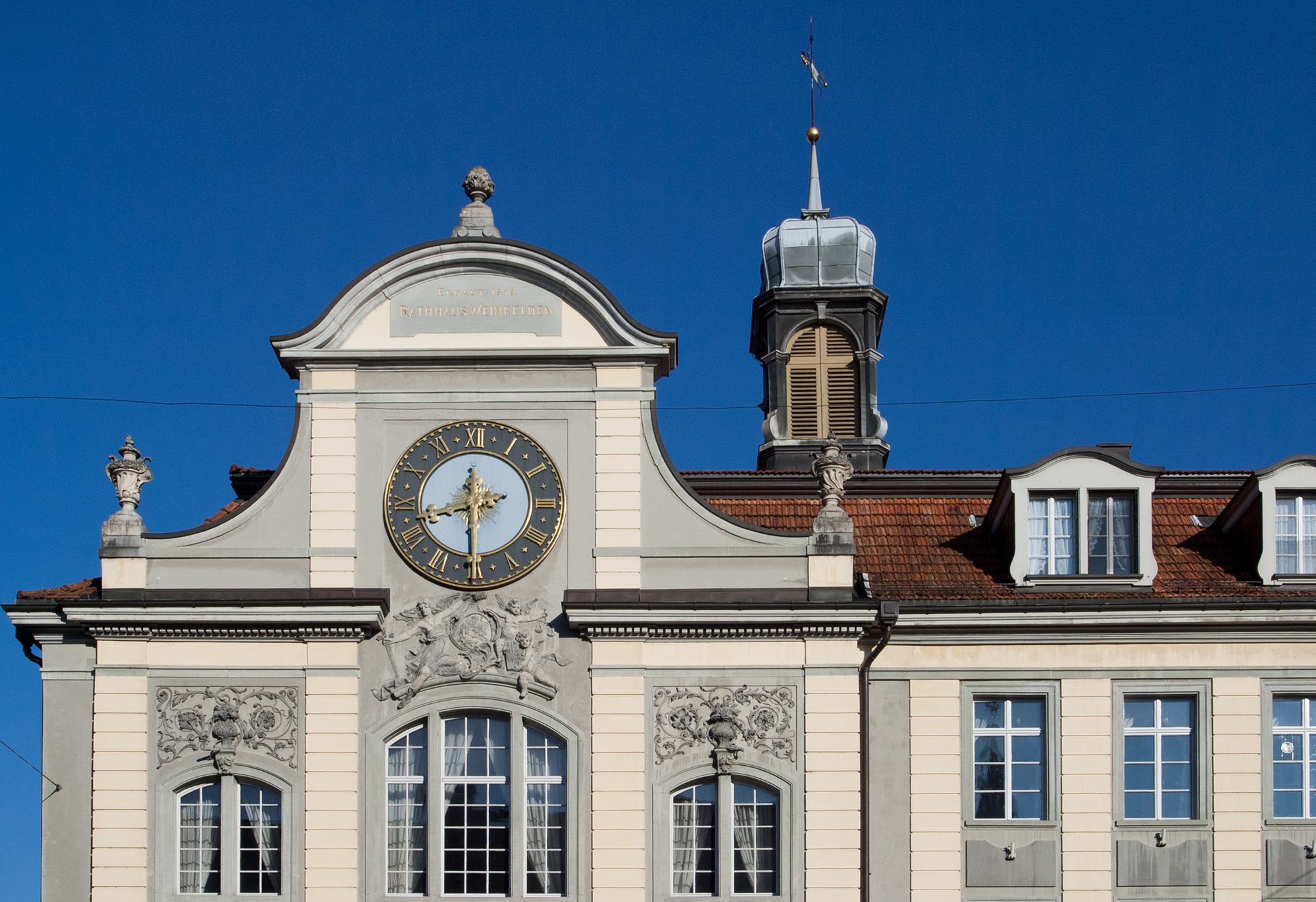
라트하우스 (타운 의회)
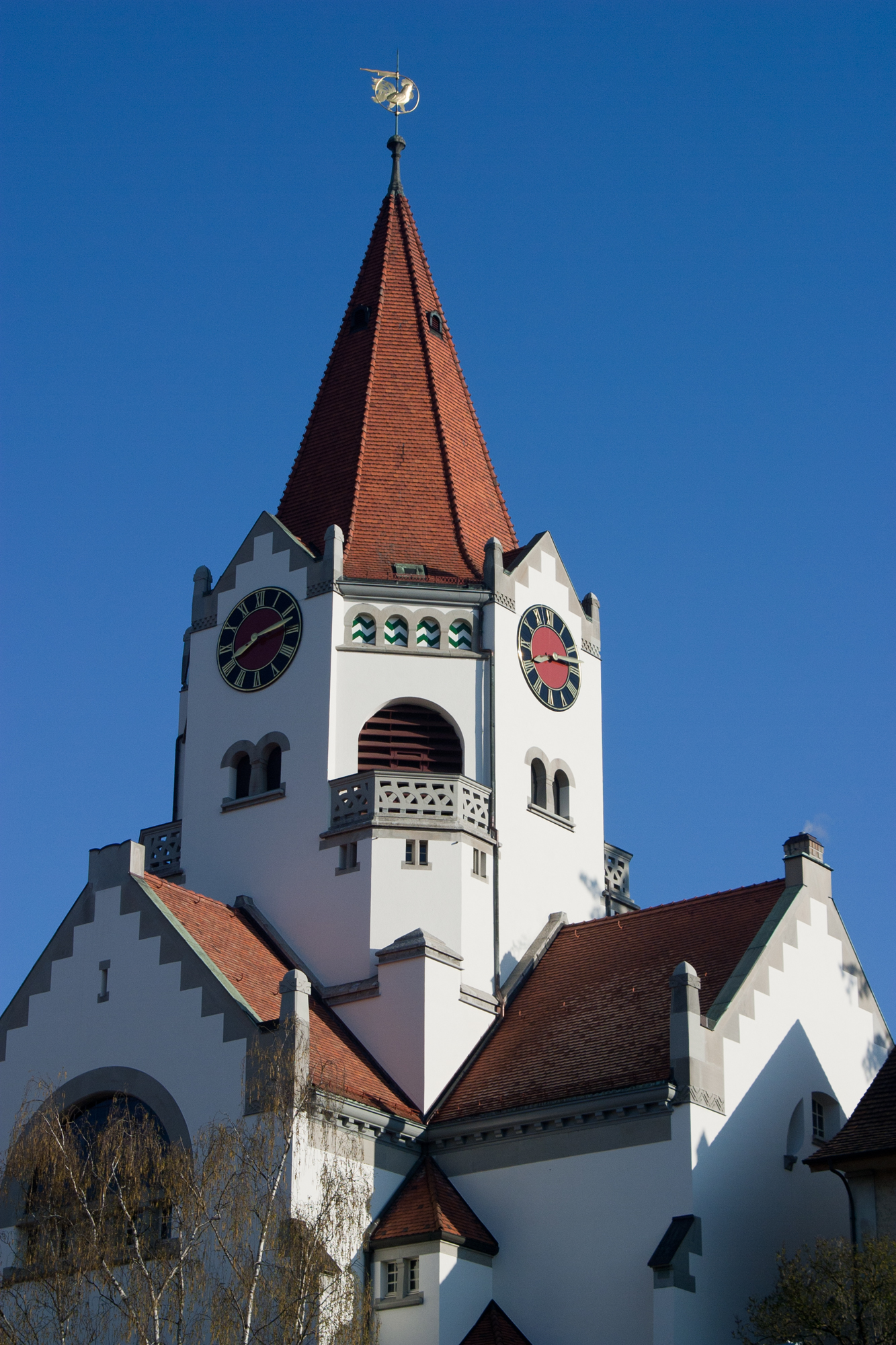
개혁교회

## 경제
2007년 현재 바인펠덴의 실업률은 1.82%이다. 2005년 현재 1차 경제 부문에 164명이 고용되어 있으며 이 부문에 약 55개 기업이 참여하고 있다. 1,908명이 2차 부문에 고용되어 있고, 이 부문에 123개의 기업이 있다. 4,380명의 사람들이 3차 부문에 고용되어 있으며 이 부문에는 489개의 기업이 있다. 2000년에 6,210명의 근로자가 시정촌에 살았다. 이 중 2,187명(약 35.2%)이 바인펠덴 외곽에서 일했고, 4,071명이 일을 위해 지방 자치 단체로 통근했다. 지방 자치 단체에는 총 8,094개의 일자리(주당 최소 6시간)가 있었다. 근로 인구 중 12.3%는 대중교통을 이용하여 출근했고, 40.1%는 자가용을 이용했다.

## 종교

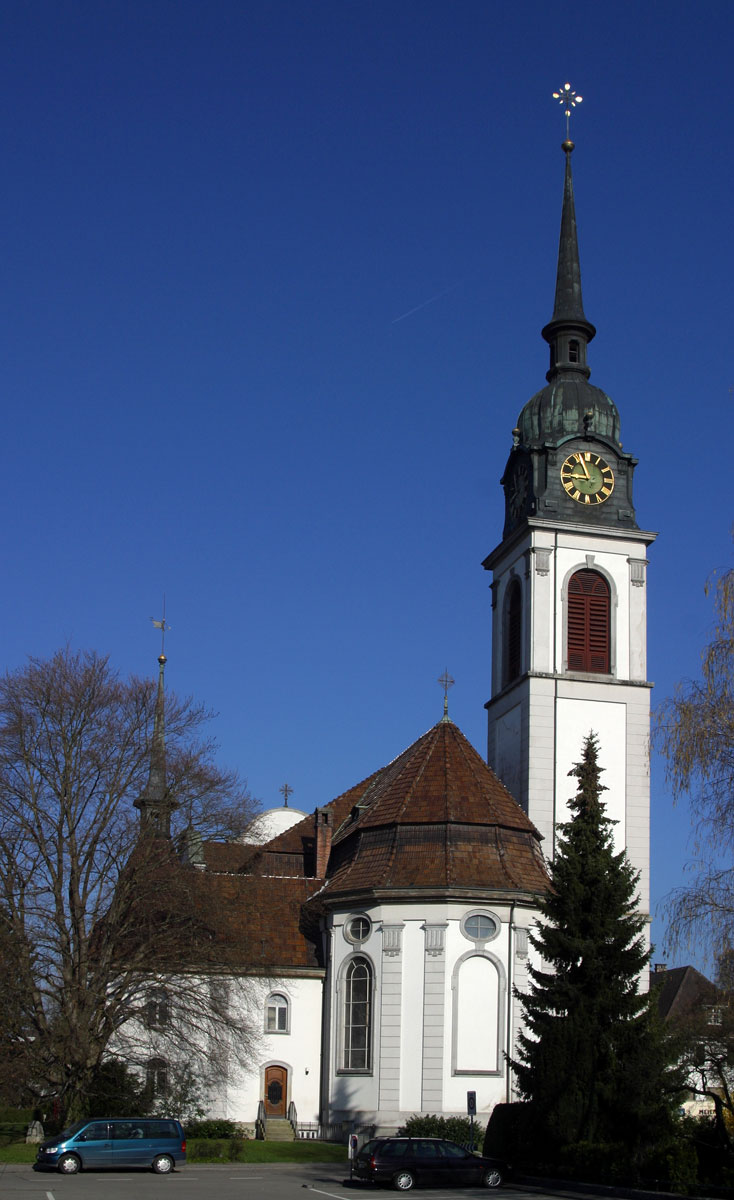
바인펠덴의 가톨릭 교회

2000년 인구 조사에서 로마 가톨릭 신자는 3,087명(32.6%)이었고, 스위스 개혁 교회는 4,271명(45.2%)이었다. 나머지 인구 중 스위스의 크리스찬 가톨릭 교회 신자는 4명(인구의 약 0.04%)이었고, 정교회에 속한 신자는 128명(인구의 약 1.35%), 그리고, 다른 기독교 교회에 속한 412명의 개인(약 4.36%)이 있다. 유대인은 13명(약 0.14%)이었고, 이슬람교는 599명(약 6.33%)이었다. 다른 교회(인구의 약 1.02%)에 속한 96명(약 1.02%)이 다른 교회(인구 조사에 등재되지 않음), 536명(약 5.67%)이 교회에 속하지 않고, 불가지론 또는 무신론자이며, 310명의 개인(약 3.28%)가 질문에 대답하지 않았다.

## 기후
바인펠덴에는 연간 평균 130.7일의 비나 눈이 내리며 평균 강수량은 929mm이다. 가장 습한 달은 6월로 바인펠덴에 평균 109mm의 비나 눈이 내린다. 이달의 평균 강수량은 12.1일이다. 강수량이 가장 많은 달은 5월로 평균 12.9일이지만 비 또는 눈의 양은 97mm에 불과하다. 일년 중 가장 건조한 달은 3월로 12.1일 동안 평균 강수량이 57mm이다.

## 교육
바인펠덴에서는 인구의 약 67.6%(25-64세 사이)가 비필수 고등교육 또는 추가 고등교육(대학 또는 응용학문대학)을 완료했다. 바인펠덴은 바인펠덴 지역 도서관이 있는 곳이다.

## 교통

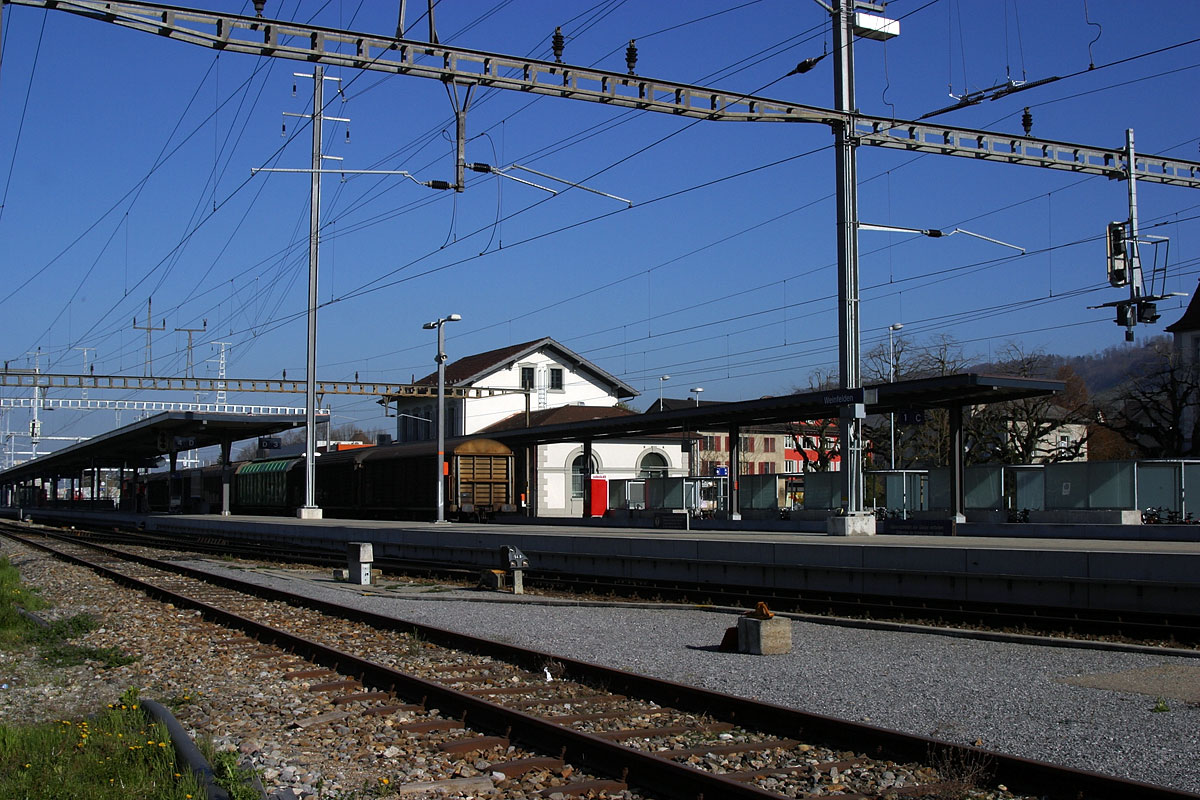
바인펠덴역

바인펠덴역은 서비스 S24와 S30에 있는 취리히 S-반의 종착역이다. 이 도시는 투르가우주의 가장 중요한 철도 교차점이다. 지리적 위치 때문에 프라우엔펠트, 더 나아가 취리히, 크로이츨링엔, 더 나아가 독일의 콘스탄츠, 로만스호른 및 빌을 포함하여 주의 모든 구석으로 가는 기차가 있다.